# Victor Wanyama
Victor Mugabe Wanyama (ur. 25 czerwca 1991 w Nairobi) – kenijski piłkarz występujący na pozycji pomocnika w kanadyjskim klubie CF Montréal oraz w reprezentacji Kenii.

## Kariera klubowa
W latach 2008–2011 był zawodnikiem belgijskiego klubu Beerschot AC z Eerste klasse A. 9 lipca 2011 podpisał kontrakt ze szkockim klubem Celtic F.C., który występuje w rozgrywkach Scottish Premier League; kwota odstępnego 900 tys. funtów. Został nominowany do nagrody najlepszy młody gracz sezonu 2012/2013, wygrał Leigh Griffiths. 11 lipca 2013 oficjalna strona klubu Southampton F.C. z Premier League poinformowała o transferze kapitana reprezentacji Kenii na St Mary’s Stadium. Wanyama podpisał ze "świętymi" czteroletni kontrakt, a kwota transferu miała wynieść 12,5 mln funtów. 23 czerwca 2016 klub Premier League Tottenham Hotspur F.C. ogłosił, że osiągnął porozumienie z Southampton F.C. w sprawie transferu Wanyamy, podpisując pięcioletni kontrakt za opłatą w wysokości 11 milionów funtów.
3 marca 2020 Tottenham ogłosił, że zgodził się na przejście Wanyamy do klubu Montreal Impact (obecnie CF Montréal) z Major League Soccer, gdzie zostanie wyznaczonym graczem (Designated Player Rule).

## Kariera reprezentacyjna
27 maja 2007 zadebiutował w reprezentacji Kenii na stadionie Moi International Sports Centre (Kasarani) w przegranym 0:1 meczu towarzyskim przeciwko Nigerii.